# صمام الزرق

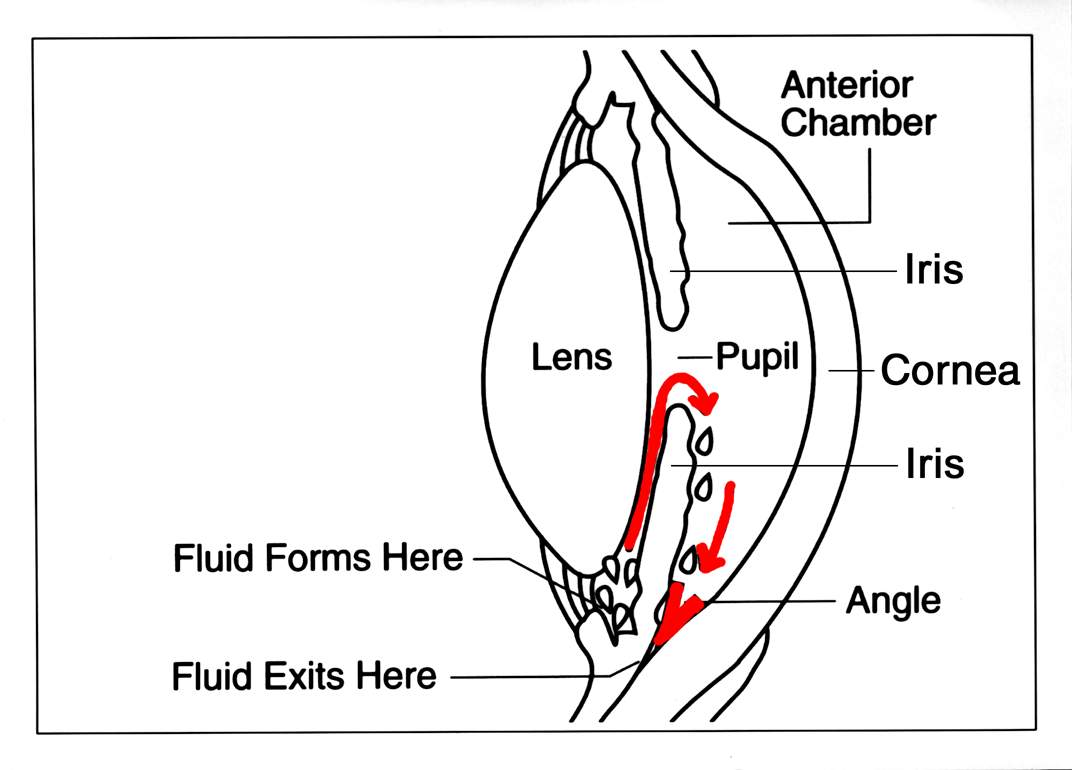

صمام الزرق أو صمام علاج المياه الزرقاء في العين (بالإنجليزية: Glucoma valve)‏ هو وسيلة لعلاج مرض المياه الزرقاء الذي يصيب العين، وهو عبارة عن: صنع تحويلة جراحية لتصريف سائل العين من داخل العين إلى خارجها، لتقليل ضغط العين والحفاظ على العصب البصري.

## دواعي الاستخدام
المرضى المصابين بالمياه الزرقاء مع عدم جدوى العلاجات الدوائية.